# Epitaf

Epitaf (grč. ἐπιτάφιον) je nadgrobni natpis, stih, pjesma u povodu nečije smrti.
Prvi epitafi su iz Antičke Grčke.